# هفته خونین

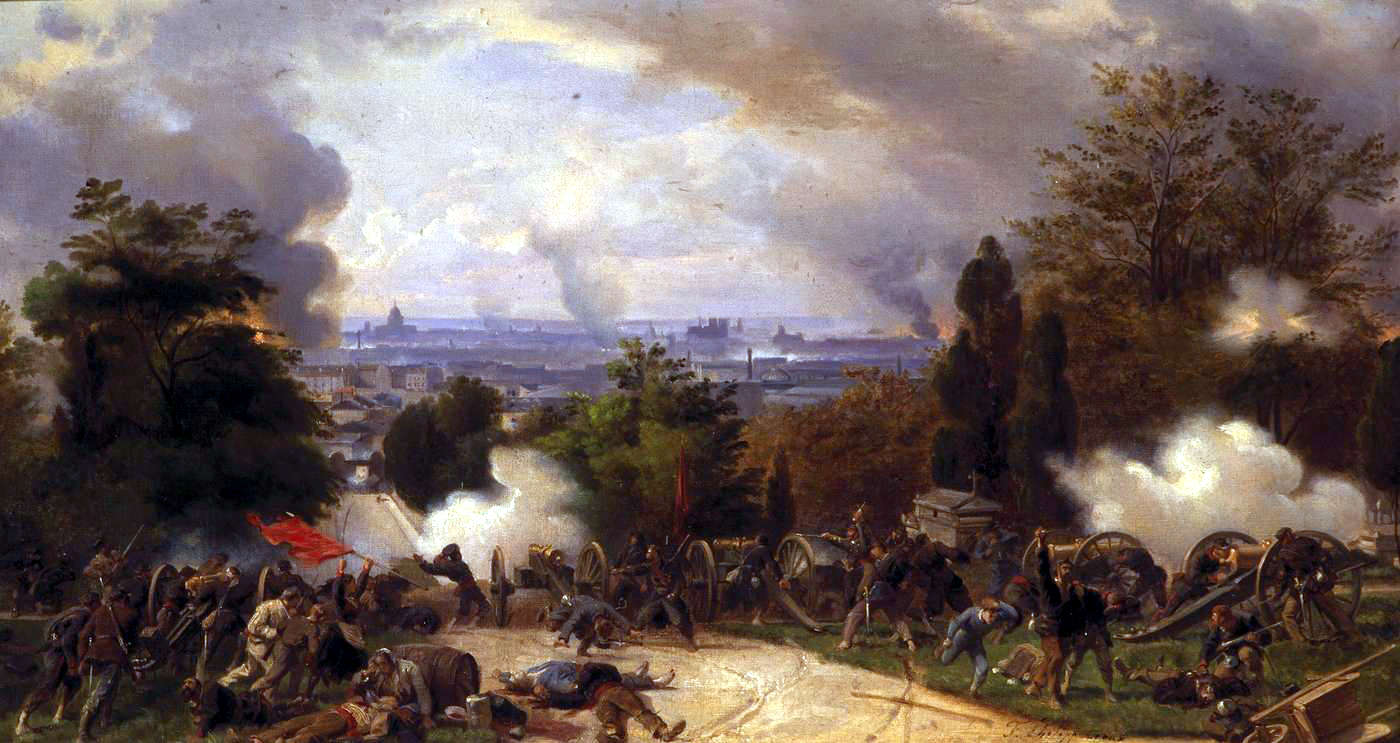
فیلیپوتو - قتل عام گورستان لاشز

هفتهٔ خونین (به فرانسوی: Semaine sanglante )  نبردی یک‌هفته‌ای در پاریس از ۲۱ تا ۲۸ مه ۱۸۷۱ بود که طی آن، ارتش فرانسه شهر را از کمون پس گرفت.
پس از معاهده فرانکفورت و شکست فرانسه در جنگ فرانسه و پروس، در ۱۸ مارس، دولت جدید فرانسه به ریاست نخست‌وزیر آدولف تیِر تلاش کرد تا تعداد زیادی توپ جنگی را از پادگانی در مُنمار خارج کند تا آنها را از دست گروهی از سربازان تندروتر گارد ملی پاریس دور نگه‌دارد. در درگیری که بوجود آمد، دو ژنرال فرانسوی توسط گارد ملی دستگیر و اعدام شدند. تیر، به همراه فرمانده ارتش پاتریس مک ماهون و اعضای دولت فرانسه، با عجله پایتخت را ترک کردند و مقر فرماندهی خود را در ورسای ایجاد کردند و نقشه‌هایی را برای بازپس‌گیری پاریس آماده کردند. کمونارها، به رهبری لویی شارل دلکلز، حمله‌ای ناموفق به ورسای نمودند. بین ۸ و ۲۰ مه، نیروهای ارتش فرانسه، مناطق اطراف پاریس را بازپس گرفته و شروع به بمباران شهر کردند. در ۲۱ مه، نیروهای ارتش وارد شهر شدند و هفتهٔ خونین را آغاز کردند.
در طول هفتهٔ نبرد، تخمین زده می‌شود که ده تا پانزده‌هزار سرباز کمون در نبرد کشته یا پس از آن اعدام شدند. کمونارها حدود یکصد گروگان از جمله ژرژ داربوی، اسقف اعظم پاریس را اعدام کردند و بسیاری از بناهای دیدنی پاریس از جمله کاخ تویلری، هتل د ویل،  ساختمان‌های وزارت دادگستری و دیوان محاسبات و نیز کاخ لژیون د نر را به‌آتش کشیدند. نبرد تا ۲۸ مه ادامه یافت، زمانی که آخرین سربازان کمونارد تسلیم شدند.
۴۳٫۵۲۲ کمونار، از جمله ۱٫۰۵۴ زن، اسیر شدند. بیش از نیمی از آنها، به سرعت آزاد شدند. ۱۵ هزار نفر محاکمه شدند که ۱۳٫۵۰۰ نفر از آنها مجرم شناخته‌شدند. نودوپنج نفر به اعدام، ۲۵۱ نفر به کار اجباری و ۱٫۱۶۹ نفر به تبعید (بیشتر به کالدونیای نو) محکوم شدند. هزاران نفر دیگر از اعضای کمون، از جمله چند تن از رهبرانش، به خارج از کشور (عمدتاً به انگلستان، بلژیک و سوئیس) گریختند. همه زندانیان و تبعیدیان در سال ۱۸۸۰ بخشوده‌ شده و توانستند به خانه بازگردند، تا جایی که برخی پست‌های سیاسی را هم دوباره گرفتند.